# Antonino Pietro Gullotti
Antonino Pietro Gullotti, detto Nino (Ucria, 14 gennaio 1922 – Roma, 9 agosto 1989), è stato un politico italiano, membro della Democrazia Cristiana, deputato dal 1958 fino alla morte e più volte ministro della Repubblica.

## Biografia
Queste le tappe della sua carriera politica:
- 1951 segretario provinciale della DC messinese
- 1954 segretario regionale della DC siciliana nonché consigliere nazionale della DC
- 1960 membro della direzione centrale della DC
- 1972 Ministro dei lavori pubblici
- 1973 Ministro delle partecipazioni statali
- 1975 Ministro della sanità (in questo periodo viene varata la prima legge contro il fumo, l'11-11-1975)
- 1976 Ministro dei lavori pubblici
- 1978 Ministro delle poste e delle telecomunicazioni
- 1979 vicesegretario nazionale della DC
- 1983 (fino al 1987) Ministro per i beni culturali

Tra i fondatori nel 1958 della corrente dorotea, si avvicinò sempre di più ad Aldo Moro e Benigno Zaccagnini e successivamente a Ciriaco De Mita.
Uomo potente ma discreto, scrissero di lui che possedeva "il 41 per cento delle tessere bianche in Sicilia". Calogero Mannino (che firmò un articolo di commemorazione sull'organo ufficiale della DC Il Popolo, il giorno dopo la sua morte) lo descrisse in questi termini: "Sua regola fu la tolleranza senza debolezze, il rispetto per gli altri e per le ragioni degli altri. La lezione del suo impegno politico, rimane fondamentale per tutti. Fondamentale la sua lezione di umiltà come signorilità".
Suo nipote Francantonio Genovese è stato sindaco della città di Messina in quota Margherita.